# Kajeem
Kajeem, de son vrai nom Konan Guillaume, est un auteur-compositeur, chanteur de reggae et animateur radio ivoirien, né le 6 janvier 1969 à Treichville en Côte d’Ivoire.

## Biographie
Titulaire d’une Maitrise de lettres et promis à une carrière de diplomate, Kajeem opte pour la musique.

### Carrière musicale
C’est à l’âge de 25 ans que Kajeem commence sa carrière. Il sort ses premières notes musicales dans la commune de Treichville en 1990. Il intègre ensuite le MUR (Mouvement Universitaire du Rap) en 1993 avec lequel il fait les scènes abidjanaises. Evoluant dans un style reggae-ragga mélangé à du rap et de la soul, puis se décrivant comme un militant des mots,  Il sort successivement les albums N’Gowa (1997), Révélation time (1999), La voix du ciel (2000), Positif (2004), Qui a intérêt (2008), Ghetto Reporters Vol.1 (2010) et Gardien de feu (2016) et Raggafrika (2023).
Avec plus de 25 ans de carrière musicale et sept (07) albums, il véhicule dans ses chansons, les maux de notre société et la division de son pays en français, anglais, espagnol et Baoulé (sa langue maternelle),.Il compose en Suisse le titre ‘’La vérité rougit les yeux’’ pour les artistes de Moonraisers et de Freebase Corporation avec qui il collabore. Engagé dans des œuvres associatives et humanitaires, il travaille sur plusieurs projets musicaux produits par le CICR (Comite International de la Croix-Rouge), l’ONUCI (Opération des Nations Unies en Cote d’Ivoire) et le FAO (Organisation des Nations Unies pour l’alimentation et l’agriculture). , Ambassadeur Amnesty International pour qui il ecrit la chanson ''Osons le courage'' qui ouvre l'album Raggafrika.

### Autres fonctions
Kajeem est aussi écrivain. Il est l’auteur d’un recueil de nouvelles ayant pour titre Le petit garçon qui peinait à parler,. De même, l’artiste est animateur radio de l’émission ONE  LOVE (consacrée au reggae) depuis des années sur la radio Nostalgie Abidjan  avant d’occuper le poste de chef d’antenne à la radio Alpha Blondy FM.

## Discographie
- 1997 : N'Gowa

- 1999 : Revelation time

- 2000 : La voix du ciel

- 2004 : Positif

- 2008 : Qui a intérêt

- 2010 : Ghetto Reporters Vol.1

- 2016 : Gardien de feu

- 2023: "Raggafrika"

## Distinctions
- Révélation MASA (Marché des Arts et Spectacles Africains) en 1997

- Meilleur artiste ragga en 1998

- Révélation hip-hop en 1999

- Top d’Or ‘’Meilleur artiste reggae’’ en 2004

- Membre d’honneur de la Croix-Rouge de Cote d’Ivoire en 2004

- Award du meilleur album reggae en 2005

- Meilleur album reggae 2008 en cote d’ivoire avec Qui a intérêt